# Château de Kelburn
Le château de Kelburn est une grande maison située près de Fairlie, dans le North Ayrshire, en Écosse. C'est le siège du comte de Glasgow. Construit à l'origine au XIIIe siècle (le donjon d'origine forme le noyau de la maison), il est remanié au XVIe siècle. En 1700, le premier comte fait d'autres extensions de la maison d'une manière qui n'est pas sans rappeler un château français qui est pratiquement ce qu'il apparaît aujourd'hui. En 1977, la maison et le terrain sont ouverts au public. C'est l'un des plus anciens châteaux d'Écosse et il est habité par la même famille depuis plus longtemps que tout autre. Le château est protégé en tant que bâtiment classé de catégorie A tandis que les terrains sont inclus dans l'inventaire des jardins et des paysages conçus en Écosse.

## Histoire

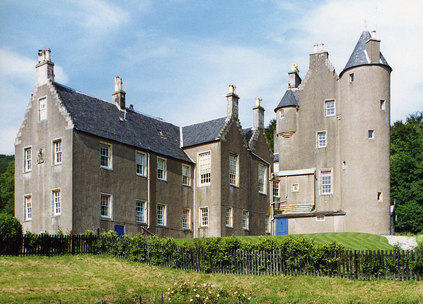
Château de Kelburn en 1994.

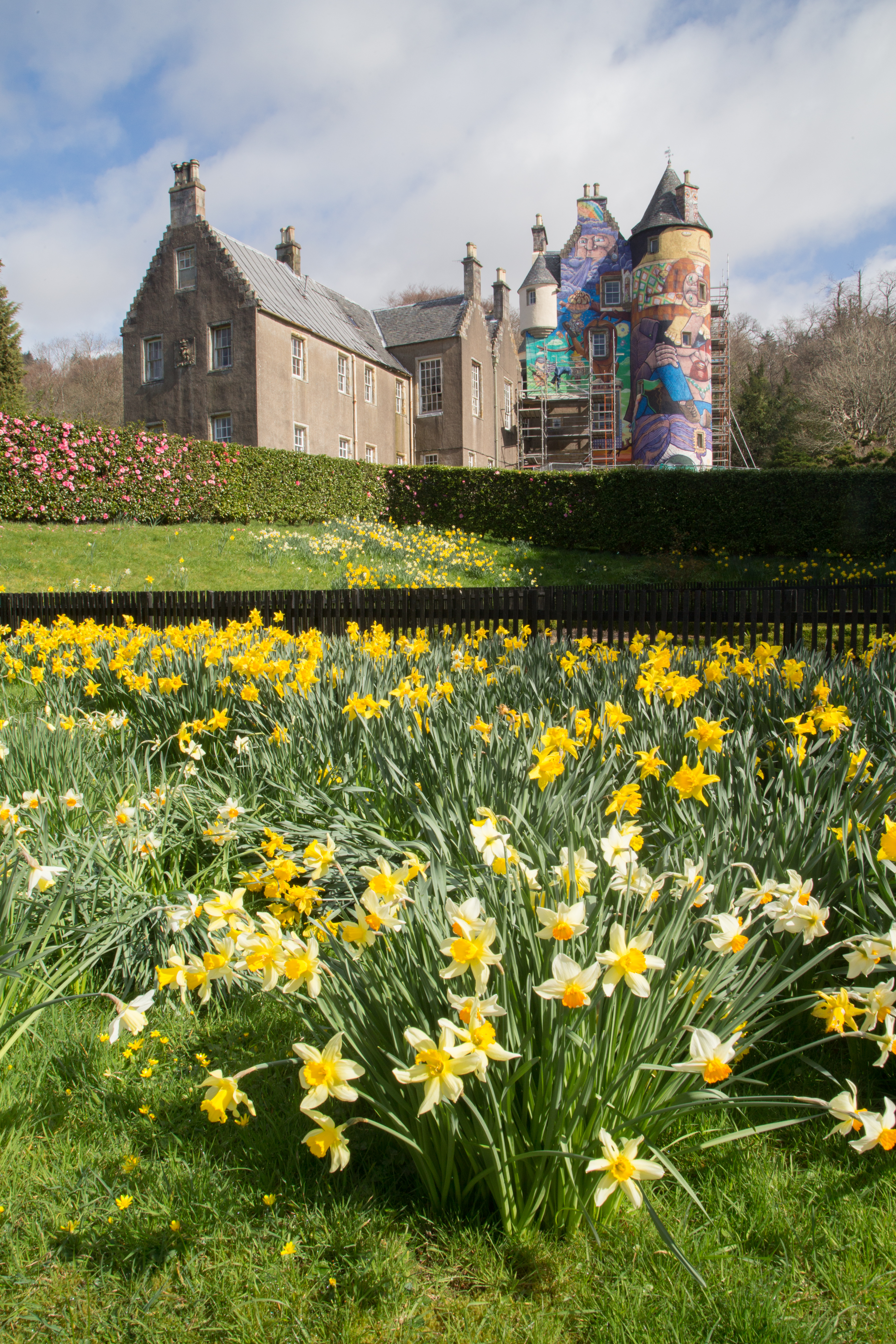
Château de Kelburn au printemps.

La famille Boyle est en possession des terres de Kelburn depuis le XIIe siècle.
On pense que le château a été construit au XIIIe siècle et, bien que personne ne connaisse la date exacte de la première pierre posée, le château existe déjà lors de la bataille de Largs, qui oppose les Écossais et les Norvégiens en 1263.
La première structure est une tour en bois. Cette tour en bois est remplacée dans les années 1200 par un donjon normand en pierre, dont des sections sont encore utilisées aujourd'hui.
À la fin du XVIe siècle, une maison-tour est construite. Elle remplace une structure antérieure et peut incorporer des parties de la maçonnerie antérieure dans sa partie orientale. Au XVIIe siècle, les vergers et les jardins sont enregistrés à Kelburn. David Boyle (1666-1733), membre du Parlement d'Écosse, est créé comte de Glasgow en 1703. Il commence la nouvelle aile nord-ouest de la maison, qui est achevée vers 1722. Le 1er comte double la taille du bâtiment en ajoutant un manoir de style William-and-Mary sur le château à un léger angle, construit selon les instructions du comte par le maçon Thomson Caldwell. George Boyle, 6e comte de Glasgow (1825–1890), ajoute l'aile nord-est en 1880.
Le 7e comte de Glasgow, nommé gouverneur de Nouvelle-Zélande en 1892, assure les liens entre le domaine de Kelburn et Kelburn en Nouvelle-Zélande. Beaucoup de ses souvenirs sont exposés encore au château et au musée du domaine.
À la suite de l'ouverture du parc au public, les bâtiments du domaine et les écuries sont transformés en 1980, en salon de thé, boutique et informations touristiques.
En 2007, des experts indiquent aux propriétaires du château de Kelburn que son revêtement en béton devrait éventuellement être remplacé pour éviter d'autres dommages à la maçonnerie. Sur la suggestion de ses enfants, Lord Glasgow invite quatre graffeurs brésiliens (jumeaux Nunca, Nina et Os Gêmeos) à peindre les murs. Historic Scotland accepte le projet, sous réserve que les graffitis soient enlevés lorsque le château serait restauré. Le projet est présenté dans le programme télévisé de la BBC The Culture Show . Toujours en 2007, Kelburn figure dans un autre programme de la BBC, Crisis at the Castle, qui documente les problèmes financiers liés à la gestion du château.
En septembre 2010, Historic Scotland demande à Lord Glasgow d'enlever les graffitis,. En août 2011, le comte écrit officiellement à Historic Scotland pour demander la permission de conserver les graffitis en tant qu'élément permanent.